# Pålängeån
Pålängeån är ett vattendrag i Norrbottens kustland, Kalix kommun. Själva Pålängeån är endast 2 km lång och kommer från Storträsket (14 m ö.h.). Men räknar man hela flodområdet och Storträskets källflöden är Pålängeån närmare 20 kilometer lång.
Pålängeån mynnar i Siknäsfjärden i Bottenviken vid byn Pålängeå.